# Лінакенг
Лінакенг (англ. Linakeng) — одна з місцевих громад, що розташована в районі Бута-Буте, Лесото. Населення місцевої ради у 2006 році становило 4 347 осіб.